# 腊山南站
腊山南站（建设时工程名任家庄站）是济南轨道交通2号线的地铁车站，位于中华人民共和国山东省济南市槐荫区腊山街道刘长山路与腊山西路交叉口东侧地下，2021年3月26日投入运营。

## 车站构造
腊山南站为地下两层的11米岛式车站。

## 出入口
| 編號     | 指示                                   |
| -------- | -------------------------------------- |
| 出口 · B | 刘长山路北侧，腊山苑小区南侧           |
| 出口 · C | 刘长山路南侧，临近欢乐颂购物广场(公寓) |
| 出口 · D | 刘长山路南侧，临近绿地国际花都小区     |